# Борусия ФФЛ 1900 (Мьонхенгладбах)
Вижте пояснителната страница за други значения на Борусия.
Борусия Мьонхенгладбах, често наричан просто „Гладбах“ (в печатните медии се среща и като М'Гладбах) (на немски: Borussia Verein für Leibesübungen 1900 e.V.), е футболен клуб от град Мьонхенгладбах, Германия. Той е сред най-популярните и успешни клубове в страната. Има 70 000 члена и е 4-тият по големина клуб в Германия. „Борусия“ е латинизирана форма на Прусия и е често използвано име за немски клубове.

## История

### Основаване
Предтечата на клуба е свободна асоциирана група от няколко млади занимаващи се със спорт мъже, познати като ФК Германия Мюнхен-Гладбах от градския район Ейкен, основана в края на 1899 г. Самият клуб Борусия Мьонхенгладбах е основан на 1 август година по-късно и веднага започва участието си в местната лига.
Новият клуб прави устойчив прогрес нагоре в дивизиите като дори стига финала на местната лига през 1912 г., загубен от 1. ФК Кьолн с 2:4. През 1919 отборът се обединява със Турнферайн Германия 1889 и се преименува на Ферайн фюр Турн-унд Разенспорт Мюнхен-Гладбах на следващата година ФфТуР стига до финала отново, но този път побеждава 1. ФК Кьолн с 3:2. На следващата година играят първия си мач в националните плейофи, но не се представят добре, губейки от ФК Гройтер Фюрт със 7:0. През 1921 г. футболистите напускат гимнастическия клуб и формират Борусия ФФЛ Мюнхен-Гладбах.
През 1932 Жребците се обединяват за кратко със СК Мюнхен-Гладбах и играят като Борусия СК Мюнхен-Гладбах до август 1934 г. Отборът се класира тогава за местната Гаулига една от 16-те топ дивизии по време на Третия Райх. Там играят още два сезона като ФфЛ, но играят в по-долна дивизия, докато не се изкачват в Оберлига Запад през 1952 г.

### Изкачване в Бундеслигата
През 1960 клубът печели първия си трофей, побеждавайки с 3:2 Карлсруе СК на финала на Купата на Германия, а на следващата година вземат познатото Борусия ФФЛ Мьонхенгладбах. Други отличия на клуба идват по-късно. Последното десетилетие на успехи за Гладбах не им помага да спечелят място в новосформираната през 1963 г. Бундеслига и им се налага да играят във Втора дивизия.
Мьонхенгладбах печелят мястото си в Първа Бундеслига през 1965 г. заедно със сегашния гранд Байерн Мюнхен. Тези два клуба по-късно ще се борят за надмощие в Германия. Тази голяма вражда от 1970-те започва с титлата на Байерн през 1969 г.

### Златното десетилетие: Байерн срещу Гладбах
Златното десетилетие на М'Гладбах е през 1970-те. С треньор като Хенес Вайсвайлер младият тим показва силен и атрактивен футбол, с който се харесва на фенове от цяла Германия. То започва с титла през 1970 и след това още една през 1971, която прави отбора на Жребците първият в Бундеслигата, успял да защити титлата си. След тях Байерн се превръща в първия клуб спечелил три поредни титли, като Борусия завършва на една точка зад тях през 1974 г. През 1973 г. отборът си дава малко свеж въздух с победа над 1.ФК Кьолн с 2:1 на финала на Купата на Германия. Тимът се преборил с Байерн и спечелил три поредни титли през 1975, 1976 и 1977 г., като дори стигат финала на Европейската купа през 1977 г., загубен от ФК Ливърпул. Борусия печелят също така на два пъти Купата на УЕФА през 1975 и през 1979, но също така имат и два загубени финала през 1973 и 1980 г. С този финал златните години на клуба свършват и в равносметка те имат 8 трофея и три изгубени финала на европейско ниво. На сметката на клуба има дори и една награда за най-добър футболист на Европа, спечелен от Алан Симонсен.

### 1980 и по-нататък
Златните години свършват с разпродажбата на играчите, заради финансова нестабилност на отбора. Без доказани треньори като Хенес Вайсвайлер и Удо Латек клубът не успява да се задържи на върха. Въпреки това Жребците винаги завършват в горната половина на таблицата, а през 1984 дори участват в четиристранно състезание за шампионската титла, завършвайки на една точка пред Байерн и наравно със Хамбургер ШФ и шампиона ФФБ Щутгарт. Този сезон М'Гладбах губят финала за Купата на Германия от Байерн Мюнхен след дузпи.
През 1990-те нивото на играта на клуба спада рязко и те се мъчат в по-долната част на таблицата. Те губят още един финал за Купата, този път срещу Хановер 96, преди да спечелят последния си трофей след победа над Волфсбург с 3:0 на финала за Купата на Германия през 1995 г. Те отпадат през 1999 г. във Втора Бундеслига, където прекарват два сезона. След завръщането им Жребците не се представят успешно като отново преживяват във втората половина на таблицата. Дори мениджъри като Дик Адвокаат и Хорст Кьопел не успяват да съвземат състоянието на отбора.
За да докажат финансовата си стабилност Борусия строят нов стадион, наречен Борусия-Парк с тотален капацитет от 59 771 души (54 067 за Бундеслигата и 46 249 за международни мачове). Клубът дълго време е играл на много по-неподходящия Бьокелберг с капацитет от 34 500 души. С отварянето на новия стадион се отварят вратите на клуба за по-голяма печалба от билети и по-добри времена.
Въпреки всичко през сезон 2006/07 Жребците отново отпадат във Втора Бундеслига след като в 31-вия кръг губят от Щутгарт с 1:0.

## Отличия
Борусия Мьонхенгладбах печели правото си да носи две звезди над герба си след като печелят петата си титла на Германия през 1977 г.
- Шампион на Германия: 1970, 1971, 1975, 1976, 1977
- Купа на Германия: 1960, 1973, 1995
- Купа на УЕФА: 1975, 1979

## Състав
Към 8 септември 2016 г.
| №  | Пост | Играч              |
| -- | ---- | ------------------ |
| 1  | В    | Ян Зомер           |
| 3  | З    | Андреас Кристенсен |
| 4  | З    | Яник Вестергаард   |
| 5  | П    | Тобиас Щробл       |
| 6  | П    | Кристоф Крамер     |
| 7  | П    | Патрик Херман      |
| 8  | П    | Махмуд Дахуд       |
| 9  | Н    | Йосип Дърмич       |
| 10 | П    | Торган Азар        |
| 11 | Н    | Рафаел             |
| 13 | Н    | Ларс Щиндл         |
| 14 | П    | Нико Шулц          |
| 15 | З    | Марвин Шулц        |
| 16 | П    | Ибрахима Траоре    |
| 17 | З    | Оскар Вендт        |

| №  | Пост | Играч              |
| -- | ---- | ------------------ |
| 18 | З    | Алваро Домингес    |
| 19 | П    | Фабиан Джонсън     |
| 20 | П    | Джибрил Соу        |
| 21 | В    | Тобиас Сипел       |
| 22 | П    | Ласло Бенеш        |
| 23 | П    | Йонас Хофман       |
| 24 | З    | Тони Янчке         |
| 26 | П    | Ций Уйлям Нденге   |
| 27 | З    | Юлиан Корб         |
| 28 | Н    | Андре Хаан         |
| 29 | З    | Мамаду Дукуре      |
| 30 | З    | Нико Елведи        |
| 33 | В    | Кристофър Хаймерод |
| 35 | В    | Мориц Николас      |

## Известни футболисти
- Лотар Матеус
- Алан Симонсен
- Уве Раан
- Гюнтер Нетцер
- Щефан Ефенберг
- Мартин Далин
- Берти Фогтс
- Юп Хайнкес
- Райнер Бонхоф
- Данте
- Марк-Андре Терстеген

## Български футболисти
- Владимир Иванов: 1998/99 - (0 мача - 0 гола)